# Edith van Dijk
Edith van Dijk (Haastrecht, 6 aprile 1973) è un'ex nuotatrice olandese, specializzata nel nuoto di fondo.

## Carriera
Ha vinto il titolo mondiale nei 10 km e 25 km di fondo sia ai campionati mondiali di nuoto che a quelli di nuoto di fondo.

## Palmarès
- Mondiali

Perth 1998: argento nei 5 km e bronzo nei 25 km.
Fukuoka 2001: argento nei 25 km e bronzo nei 10 km.
Barcellona 2003: oro nei 25 km e nei 10 km e bronzo nei 5 km.
- Mondiali in acque libere

Honuluu 2000: oro nei 10 km e 25 km.
Sharm el-Sheikh 2002: oro nei 25 km e argento nei 5 km.
Dubai 2004: argento nei 25 km.
Siviglia 2006: argento nei 25 km.
- Europei

Vienna 1995: argento nei 25 km.
Helsinki 2000: argento nei 25 km.
Berlino 2002: oro nei 10 km e 25 km.
- Vincitrice della Coppa LEN nel 1998.

## Riconoscimenti
- Open Water Swimmer of the Year: 2005